# جان فيليب يموان
جان فيليب يموان (بالفرنسية: Jean-Philippe Lemoine)‏ هو لاعب هوكي الجليد فرنسي، ولد في 11 سبتمبر 1964 في فالانس في فرنسا.

## وصلات خارجية
- جان فيليب يموان على موقع دوري الهوكي الوطني (الإنجليزية)
- جان فيليب يموان على موقع EliteProspects.com (الإنجليزية)
- جان فيليب يموان على موقع Eurohockey.com (الإنجليزية)
- جان فيليب يموان على موقع HockeyDB.com (الإنجليزية)
- جان فيليب يموان على موقع أوليمبيديا (الإنجليزية)